# Jacob Karlstrøm
Jacob Karlstrøm (Tromsø, 1997. január 9. –) norvég labdarúgó, a Molde kapusa.

## Pályafutása

### Klubcsapatokban
Karlstrøm a norvégiai Tromsø városában született. Az ifjúsági pályafutását a helyi Tromsø akadémiájánál kezdte.
2016-ban mutatkozott be a Tromsø első osztályban szereplő felnőtt csapatában. 2017. május 13-án, a Sarpsborg 08 ellen 1–1-es döntetlennel zárult mérkőzésen debütált. 2022. január 8-án négyéves szerződést kötött a Molde együttesével. Először 2022. március 13-án, az Odd ellen 3–2-re megnyert kupamérkőzésen lépett pályára.

### A válogatottban
2022 márciusában behívták a norvég válogatott Szlovákia és Örményország elleni barátságos mérkőzéseire, ám mindkét találkozón a kispadon maradt.

## Statisztikák
2023. március 12. szerint
| Klub     | Szezon   | Osztály     | Bajnokság | Bajnokság | Kupa  | Kupa | Nemzetközi | Nemzetközi | Összesen | Összesen |
| Klub     | Szezon   | Osztály     | Meccs     | Gól       | Meccs | Gól  | Meccs      | Gól        | Meccs    | Gól      |
| -------- | -------- | ----------- | --------- | --------- | ----- | ---- | ---------- | ---------- | -------- | -------- |
| Tromsø   | 2017     | Eliteserien | 5         | 0         | —     | —    | —          | —          | 5        | 0        |
| Tromsø   | 2018     | Eliteserien | 7         | 0         | 4     | 0    | —          | —          | 11       | 0        |
| Tromsø   | 2019     | Eliteserien | 14        | 0         | 2     | 0    | —          | —          | 16       | 0        |
| Tromsø   | 2020     | OBOS-ligaen | 29        | 0         | —     | —    | —          | —          | 29       | 0        |
| Tromsø   | 2021     | Eliteserien | 30        | 0         | —     | —    | —          | —          | 30       | 0        |
| Tromsø   | Összesen | Összesen    | 85        | 0         | 6     | 0    | 0          | 0          | 91       | 0        |
| Molde    | 2022     | Eliteserien | 26        | 0         | 4     | 0    | 12         | 0          | 42       | 0        |
| Molde    | 2023     | Eliteserien | 0         | 0         | 1     | 0    | 0          | 0          | 1        | 0        |
| Molde    | Összesen | Összesen    | 26        | 0         | 5     | 0    | 12         | 0          | 43       | 0        |
| Összesen | Összesen | Összesen    | 111       | 0         | 11    | 0    | 12         | 0          | 134      | 0        |

## Sikerei, díjai
Tromsø
- OBOS-ligaen
  - Feljutó (1): 2020

Molde
- Eliteserien
  - Bajnok (1): 2022

- Norvég kupa
  - Győztes (1): 2021–22